# Кшижувки (Куявсько-Поморське воєводство)
Кшижувки (пол. Krzyżówki, нім. Kreuzhof) — село в Польщі, у гміні Ліпно Ліпновського повіту Куявсько-Поморського воєводства.
Населення — 230 осіб (2011).
У 1975-1998 роках село належало до Влоцлавського воєводства.

## Демографія
Демографічна структура станом на 31 березня 2011 року:
|          | Загалом | Допрацездатний вік | Працездатний вік | Постпрацездатний вік |
| -------- | ------- | ------------------ | ---------------- | -------------------- |
| Чоловіки | 117     | 37                 | 74               | 6                    |
| Жінки    | 113     | 36                 | 61               | 16                   |
| Разом    | 230     | 73                 | 135              | 22                   |